# Вітківський район
Вітківський район або Вєтковський район (біл. Веткаўскі раён) — адміністративна одиниця на сході Гомельської області. Адміністративний центр — місто Вітка.

## Адміністративний устрій
У районі 11 сільрад:
- Великонємковська сільрада;
- Даниловицька сільрада;
- Малонємковська сільрада;
- Нєглюбська сільрада;
- Пріснянська сільрада;
- Радужська сільрада;
- Святиловичська сільрада;
- Столбунська сільрада;
- Хальчанська сільрада;
- Шерстинська сільрада;
- Яновська сільрада.

## Географія
Площа району становить 1550 км² (за іншою оцінкою — 1563 км²; 15-те місце). Район межує на півночі з Чечерським, на заході — з Буда-Кошелевським, на південному заході — з Гомельським, на південному сході — з Добруським районами Гомельської області, на сході — з Красногорським і Новозибковським районами Брянської області Російської Федерації.
Основні річки — Сож, Беседь, Неманка, Покоть.
У зв'язку з аварієй на Чорнобильської АЕС у районі скасовано 8 сільських і одна міська рада, ліквідовано 8 господарств, 57 населених пунктів відселені.
В 1978 році на території району з метою охорони дикорослих лікарських рослин був створений Вітківський біологічний заказник.

## Демографія
Населення району — 19 300 чоловік (14-те місце), у тому числі в міських умовах проживають 8 200 чоловік. Усього в районі 244 населених пункту, у тому числі місто Вітка, 19 сільрад і 1 селищна рада.

## Транспорт
Через район проходять автодороги Гомель — Вітка — Свєтіловічи — границя Російської Федерації; Гілка — Добруш, Вітка — Чечерськ.

## Визначної пам'ятки
На території району розташовано 55 пам'ятників історії культури, є 2 пам'ятники архітектури — Палац Сенежинського (село Хальч) і Будинок купця Грошикова (м. Вітка), 64 пам'ятника археології.

## Відомі особистості
У селі Слободка народився:
- Гончаров Володимир Іванович (* 1952) — український філософ, педагог.